# Parque de Investigación Biomédica de Barcelona
El Parque de Investigación Biomédica de Barcelona (en catalán: Parc de Recerca Biomèdica de Barcelona, PRBB), es una gran infraestructura científica, situada al lado del Hospital del Mar de Barcelona (España), que reúne a seis centros públicos de investigación estrechamente coordinados entre sí. Cada centro es independiente y el Consorcio PRBB tiene la responsabilidad de gestionar el edificio y los servicios, así como de coordinar la actividad científica común a todos los centros. Su masa crítica de unas 1.400 personas hace del PRBB uno de los núcleos más grandes de investigación biomédica del sur de Europa, en el que se conectan ciencia y diversidad en un espacio creativo único. El parque fue inaugurado en mayo de 2006 y es una iniciativa de la Generalidad de Cataluña, el Ayuntamiento de Barcelona y la Universidad Pompeu Fabra. 
Forman parte del PRBB las siguientes instituciones:
- IMIM (Instituto Hospital del Mar de Investigaciones Médicas)
- Departamento de Medicina y Ciencias de la Vida de la Universidad Pompeu Fabra (MELIS-UPF)
- Centro de Regulación Genómica (CRG)
- Instituto de Salud Global Barcelona (ISGlobal)
- Instituto de Biología Evolutiva (IBE: CSIC-UPF)
- Laboratorio Europeo de Biología Molecular de Barcelona (EMBL-Barcelona)
- Hospital del Mar (PSMAR)

El PRBB también acoge al Laboratorio Antidopaje de Cataluña (IMIM).
Emulando a los grandes centros de investigación europeos (como el EMBL), el PRBB aboga por la excelencia de la formación de personal científico, la generación de conocimiento y la transferencia de tecnología, potenciando la juventud y diversidad de nacionalidades de las casi mil quinientas personas que trabajan en el edificio. Las instituciones del PRBB están adscritas al programa internacional de doctorado en Biomedicina de la Universidad Pompeu Fabra.
El PRBB tiene seis grandes líneas de investigación que cubren la investigación biomédica desde la perspectiva molecular hasta la poblacional:
- Bioinformática y biología de sistemas
- Regulación génica y epigenética
- Biología celular y del desarrollo
- Farmacología y patofisiología clínica
- Genética humana y biología de la evolución
- Epidemiología y salud pública

En sus instalaciones se encuentran varias plataformas tecnológicas.
Para fomentar la calidad de su actividad y prevenir problemas de integridad de la investigación, las instituciones del PRBB han creado un Código de Buenas Prácticas Científicas común.